# دنس-راک
دنس-راک (به انگلیسی: Dance-rock) یک ژانر پست-دیسکو است که با پاپ راک و پست-پانک با تأثیرات معدودی از ریتم و بلوز در ارتباط است. این ژانر از اوایل دهه ۱۹۸۰ و در پی کاهش محبوبیت پانک و دیسکو به‌وجود آمد.